# Pomurska
Pomurska (slowenisch: Pomurska statistična regija, deutsch: Statistische Region Murgebiet) ist eine statistische Region im Nordosten von Slowenien auf NUTS3-Ebene. Die Region, die für statistische Zwecke bestimmt ist, wurde im Mai 2005 eingeführt.   
Sie umfasst das Gebiet der historischen Landschaften Prekmurje und Prlekija.  
Pomurska ist Teil der Kohäsionsregion Ostslowenien und umfasst 27 Gemeinden. Die größte Stadt ist Murska Sobota.  
In der 1.337 km²
großen Region lebten am 1. Juli 2020 114.397 Einwohner.

## Gemeinden
| Wappen | Gemeinde                | Deutscher (Ungarischer) Name | Karte | Fläche km² | Einwohner (2014) | Einwohner (2023) | NUTS3- Code |
| ------ | ----------------------- | ---------------------------- | ----- | ---------- | ---------------- | ---------------- | ----------- |
|        | Apače                   | Abstall                      |       | 53,5       | 3.623            | 3.536            | SI011       |
|        | Beltinci                | Altfellsdorf                 |       | 62,2       | 8.334            | 8.082            | SI011       |
|        | Cankova                 | Kaltenbrunn, Vashidegkút     |       | 30,6       | 1.850            | 1.765            | SI011       |
|        | Črenšovci               | (Cserföld)                   |       | 33,7       | 4.021            | 3.935            | SI011       |
|        | Dobrovnik               | Dobronack                    |       | 31,1       | 1.279            | 1.254            | SI011       |
|        | Gornja Radgona          | Oberradkersburg              |       | 74,6       | 8.517            | 8.489            | SI011       |
|        | Gornji Petrovci         | Petersberg                   |       | 66,8       | 2.100            | 1.982            | SI011       |
|        | Grad                    | Oberlimbach                  |       | 37,4       | 2.207            | 2.005            | SI011       |
|        | Hodoš                   | Hodosch                      |       | 18,1       | 356              | 357              | SI011       |
|        | Kobilje                 | Leutsch                      |       | 19,7       | 624              | 512              | SI011       |
|        | Križevci                | Kreuzdorf bei Luttenberg     |       | 46,2       | 3.702            | 3.564            | SI011       |
|        | Kuzma                   | Bonisdorf                    |       | 22,9       | 1.584            | 1.636            | SI011       |
|        | Lendava                 | Unterlimbach                 |       | 122,9      | 10.609           | 10.211           | SI011       |
|        | Ljutomer                | Luttenberg                   |       | 107,2      | 11.573           | 11.042           | SI011       |
|        | Moravske Toplice        | (Alsómarác)                  |       | 144,5      | 5.862            | 5.971            | SI011       |
|        | Murska Sobota           | Olsnitz                      |       | 64,4       | 19.016           | 18.651           | SI011       |
|        | Odranci                 | (Adorjánháza)                |       | 6,9        | 1.628            | 1.606            | SI011       |
|        | Puconci                 | (Battyánd)                   |       | 107,7      | 6.067            | 5.890            | SI011       |
|        | Radenci                 | Bad Radein                   |       | 34,1       | 5.216            | 5.202            | SI011       |
|        | Razkrižje               | (Ráckanizsa)                 |       | 9,8        | 1.296            | 1.233            | SI011       |
|        | Rogašovci               | Reissen                      |       | 40,1       | 3.167            | 3.104            | SI011       |
|        | Sveti Jurij ob Ščavnici | St. Georgen an der Stainz    |       | 51,3       | 2.861            | 2.816            | SI011       |
|        | Šalovci                 | Schlabing                    |       | 58,2       | 1.493            | 1.369            | SI011       |
|        | Tišina                  | (Csendlak)                   |       | 38,8       | 4.107            | 3.968            | SI011       |
|        | Turnišče                | Thurnitz                     |       | 23,8       | 3.321            | 3.163            | SI011       |
|        | Velika Polana           | Teufelsloch                  |       | 18,7       | 1.567            | 1.393            | SI011       |
|        | Veržej                  | Wernsee                      |       | 12,0       | 1.296            | 1.368            | SI011       |
|        | Gesamt                  |                              |       | 1.337,2    | 117.165          |                  |             |

## Nachbarregionen
|           | Österreich, Ungarn                          |          |
| Podravska | Kompassrose, die auf Nachbargemeinden zeigt | Ungarn   |
| Podravska | Podravska, Kroatien                         | Kroatien |